# Carex subspathacea
Carex subspathacea — вид багаторічних кореневищних трав'янистих рослин родини осокові (Cyperaceae).

## Опис
Стебла тупувато-куті, 3–15 см, голі. Листя: базальні піхви коричневого кольору; пластини шириною 1–2(3) мм. Проксимальні приквітки довші суцвіття. Колоски прямостоячі; тичинкових 1(2); маточкових 1–3; проксимальний маточковий колосок 0,5–1,4 см × 2–4 мм. Маточкові луски від яскраво-коричневого до темно-фіолетово-коричневого кольору, 2–3,6 × 0,9–1,5 мм. Мішечки блідо-коричневі, вільно вміщають сім'янки, 2,7–3,3(3,6) × 1–1,8 мм, шкірясті, матові; дзьоб широко конічний, 0,1–0,3 × 0,3–0,5 мм. 2n = 78, 80–83.

## Поширення
Азія: Японія, Росія; Північна Америка: Гренландія, Канада, Аляска; Європа: Росія, Ісландія, Норвегія.
Населяє вологі луки, навколо країв ставків і боліт, сольові берега, солончаки, в основному на невеликих відкритих площах, рідше на відкритій тундрі; 0–300 м.